# Вулиця Конотопська (Львів)
Вулиця Коното́пська — вулиця у Франківському районі міста Львова. Сполучає вулицю Чупринки з вулицею Євгена Коновальця. Частина вулиці від будинку на вулиці Конотопській, 25 є пішохідною у напрямку вулиці Євгена Коновальця. Прилучається вулиця Академіка Єфремова.

## Назва
Вулиця була прокладена на початку 1920-х років уздовж ділянки, що належала архітектору Міхалу Ковальчуку (нині — будинок на вулиці Чупринки, 96), на ділянках № 2682, 2683 та з'єднала тодішні вулиці Мончинського та Потоцького (тепер Єфремова та Генерала Чупринки відповідно).
- 1936—1942 роки — вулиця Боремельска, на честь українського села Боремель, на Рівненщині, поблизу якого 19 квітня 1831 року відбулася битва польського відділу генерала Юзефа Дверницького з російським корпусом генерала Федора Рідигера під час польського повстання 1831 року;
- 1942 — липень 1944 років — Райнляндґассе;
- Липень 1944 — 1946 року — знов вулиця Боремельска;
- Від 1946 року й понині — вулиця Конотопська, на честь міста Конотопа Сумської області[6].

## Забудова
В архітектурному ансамблі вулиці Конотопської переважають польський функціоналізм 1930-х років та радянський конструктивізм 1960-х років. Декілька будинків внесено до Реєстру пам'яток архітектури місцевого значення.

### З парного боку вулиці
У 1960-х роках розпочалася забудова ділянки на початку вулиці Конотопської, що колись належала архітектору Міхалу Ковальчуку, багатоповерхівками. Так, від вулиці Конотопської з'явилася шестиповерхівка, а 1969 року, від вулиці Чупринки постала десятиповерхівка, остаточно заслонивши віллу «Подолянка», що розташована в межах вулиці Конотопської, хоча й належить до вулиці Чупринки.
№ 2 — житловий десятиповерховий будинок споруджений у 1969 році. За радянських часів на першому поверсі будинку діяв фотосалон, нині тут працює продуктова крамниця «Леополіс».
№ 4 — житловий шестиповерховий житловий будинок споруджений у 1960-х роках. На першому поверсі будинку міститься крамничка канцтоварів «Леон—Приват». У 2008 році в будинку містилася громадська приймальня народного депутата України 5, 6 і 7 скликань від Партії регіонів Ганни Герман.
№ 6/8 — за радянських часів у будинку містилося відділення «Держстраху» Радянського району міста Львова. Від 1 жовтня 1992 року тут містився Франківський районний спортивно-технічний клуб ТСО України, що припинив свою діяльність у 2010 році. Нині в будинку містяться відділення національної акціонерної страхової компанії «Оранта», Франківський відділ Державної виконавчої служби та громадська приймальня Львівського міського управління юстиції.

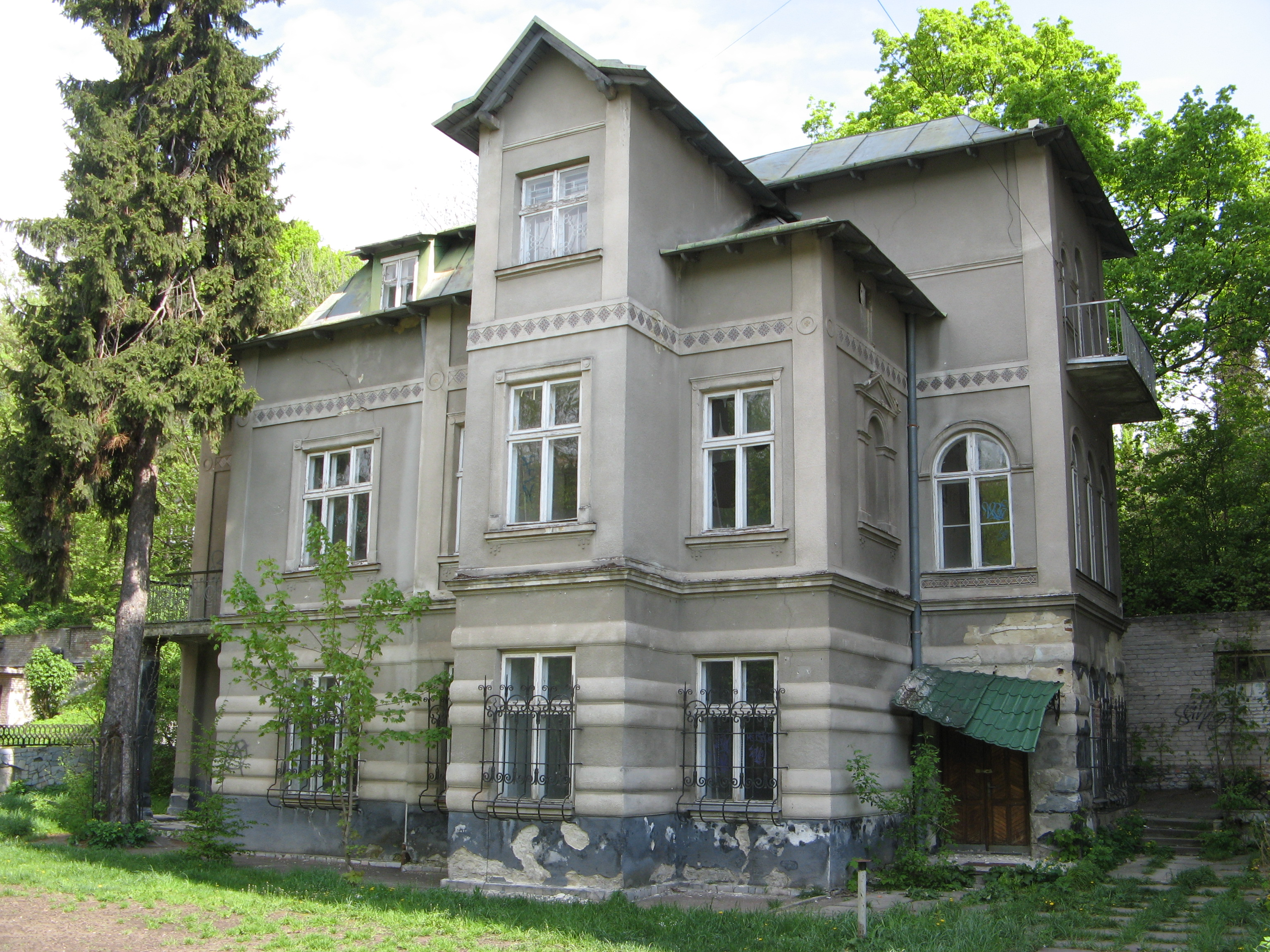
Вілла «Подолянка» (вул. Чупринки, 96)
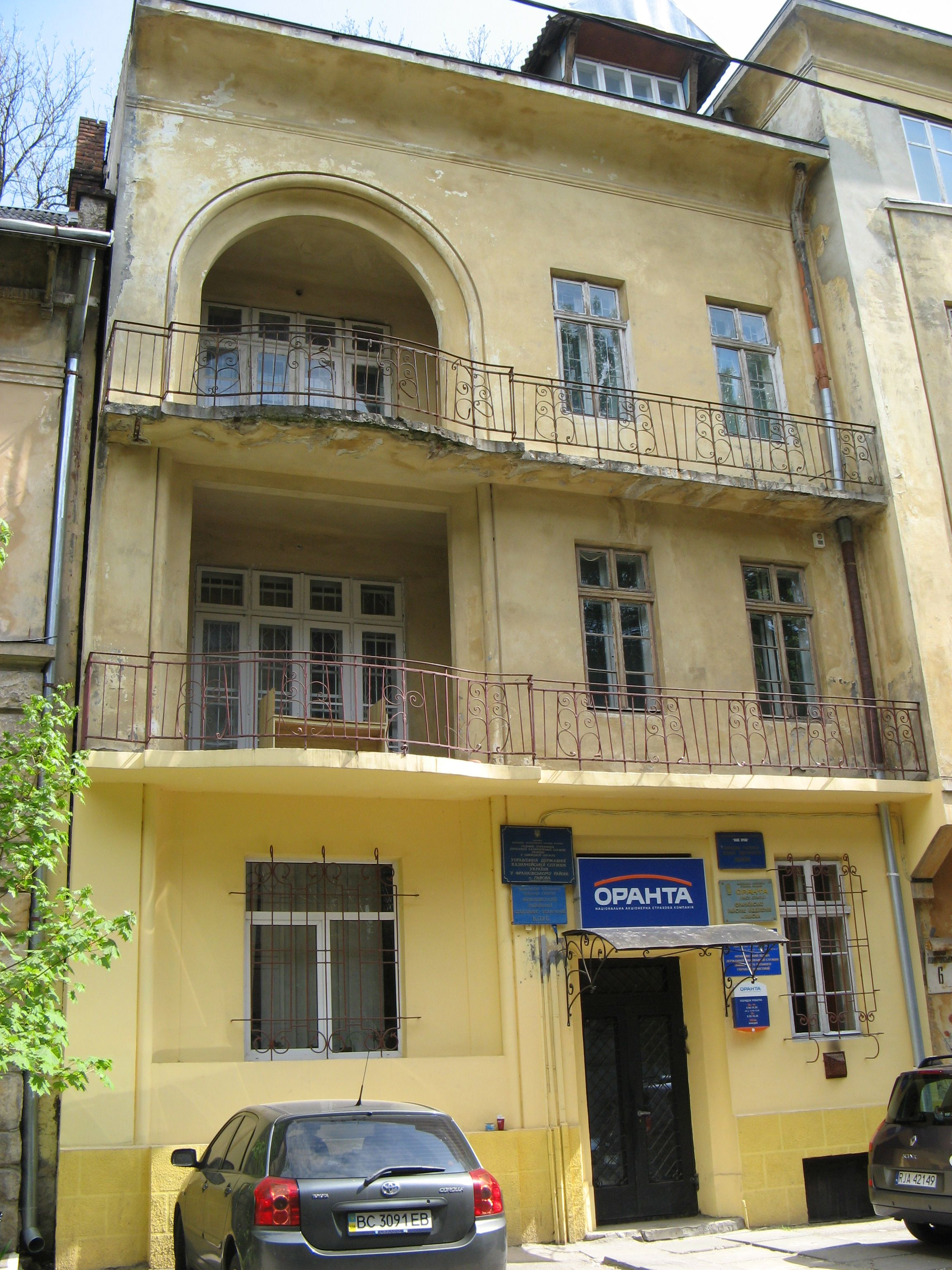
Адміністративний будинок (вул. Конотопська, 6)
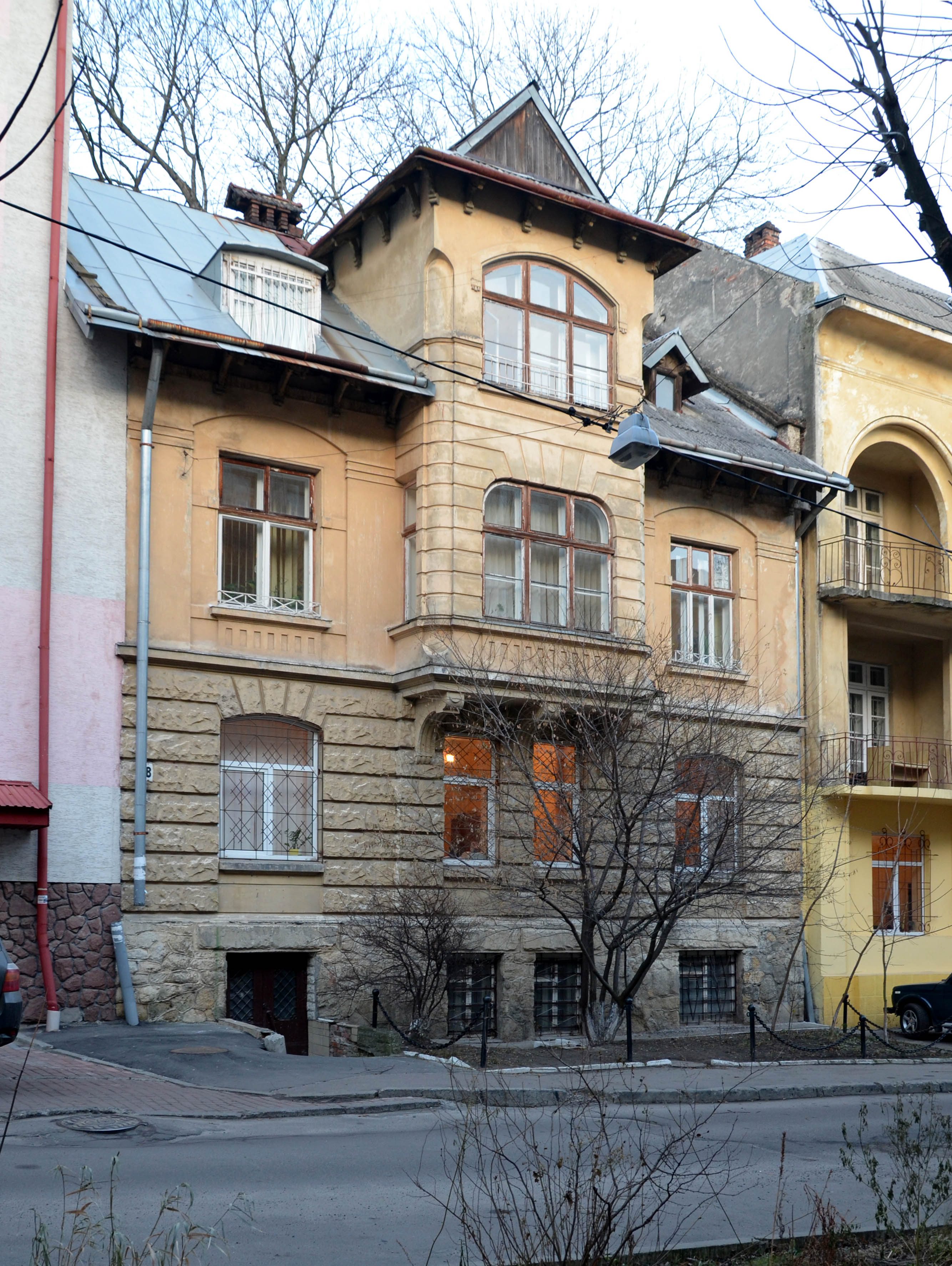
Адміністративний будинок (вул. Конотопська, 8)

### З непарного боку вулиці
№ 3 — житловий будинок споруджений у 1930-х роках в стилі польського функціоналізму. Будинок зовсім позбавлений декору. Ліва чотириповерхова частина кам'яниці на поверх вища від правої, чим і виділяється з ряду будинків. Крім того будинок розшитий дрібними горизонтальними тягами та грубим рустом, з правого боку вхідного порталу, і дрібним навколо вікон. Вхід до під'їзду виконаний досить дешево. Тут з декорування хіба що горизонтальні тяги та чорно-біла плитка. Але треба пройти трохи в глиб і в очі кидаються латунні поручні, поєднанні з гнутим лакованим деревом. В під’їзді подекуди збереглись автентичні вхідні двері до квартир. Будинок внесений до Реєстру пам'яток архітектури місцевого значення під охоронним № 2136-м.
№ 5 — житловий триповерховий будинок споруджений у 1930-х роках в стилі польського функціоналізму. Він має вікна-ілюмінатори, які функціонально освітлюють під'їзд. Вікна до квартир акуратно заглиблюються в тіло кам’яниці, але не губляться завдяки підкресленим рельєфним виступам. Всередині будинку — вигнуті поручні з дерева та металу, які ідеально пасують до круглих вікон. В під'їзді подекуди збереглись автентичні вхідні двері до квартир. Будинок внесений до Реєстру пам'яток архітектури місцевого значення під охоронним № 2137-м.
№ 7 — житловий будинок споруджений у 1930-х роках в стилі польського функціоналізму. Його прикрашають невеличкі балкони та рельєфно виділенні стрічкові вікна. У цьому ж будинку, в одному з перших у Львові, використали бетонне перекриття даху. Підлога виконана в тон з поручнями ритмічними прямокутними лініями з плитки. Будинок внесений до Реєстру пам'яток архітектури місцевого значення під охоронним № 2138-м.
№ 11 — житловий триповерховий будинок споруджений у 1930-х роках в стилі польського функціоналізму. Балкони зроблені дуже легко у функціональному плані. Кут кам'яного перекриття плавно переходить у гнуті металеві конструкції балкону. Скління під'їзду в цьому будинку дещо відрізняється від типового для функціоналізму. Тут вікна видовженні аж до самої підлоги. Такий вигляд вікон разом з класичним ансамблем функціоналістичного під'їзду — чорно-білою плиткою та красиво гнутими поручнями, що робить східну клітку ще більш вишуканою. Будинок внесений до Реєстру пам'яток архітектури місцевого значення під охоронним № 2139-м.
№ 13 — житловий триповерховий будинок споруджений у 1930-х роках в стилі польського функціоналізму. Він має доволі прості форми. На фасаді типові для стилю три вікна-ілюмінатори. Балкони литі з бетону, переходять у легкі гнуті металеві конструкції.
№ 15 — житловий триповерховий будинок споруджений у 1930-х роках в стилі польського функціоналізму.  Будинок внесений до Реєстру пам'яток архітектури місцевого значення під охоронним № 2140-м.
№ 25 — житловий семиповерховий будинок (ЖК «Респекталь»), споруджений у 2010—2011 роках будівельною компанією «ІнтегралБуд» на місці одноповерхової будівлі спорткомплексу з залами боротьби та важкої атлетики ФСТ «Динамо», що розташовувався на вулиці Конотопській, але мав адресу: вулиця Єфремова, 86а.

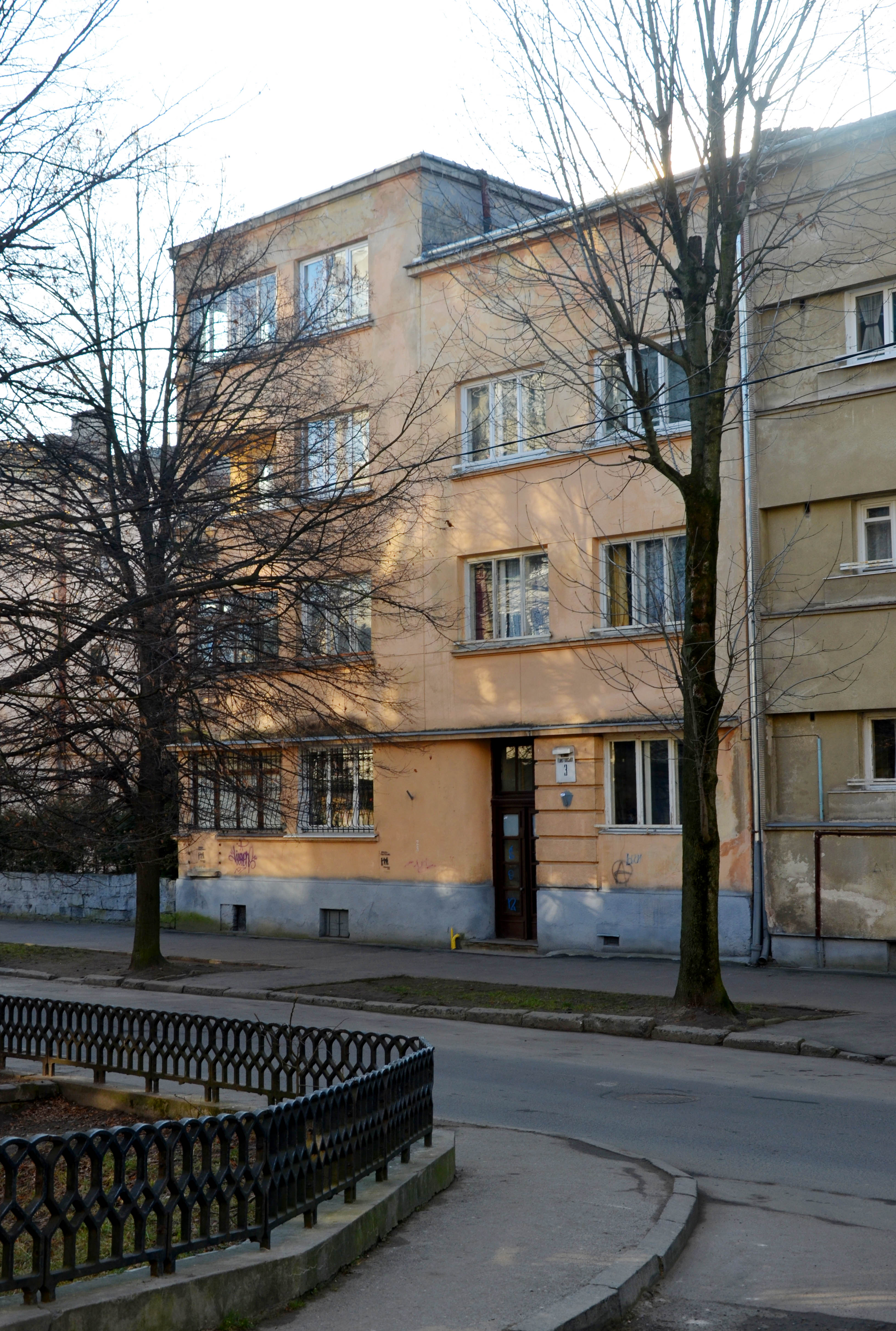
Житловий будинок (вул. Конотопська, 3)
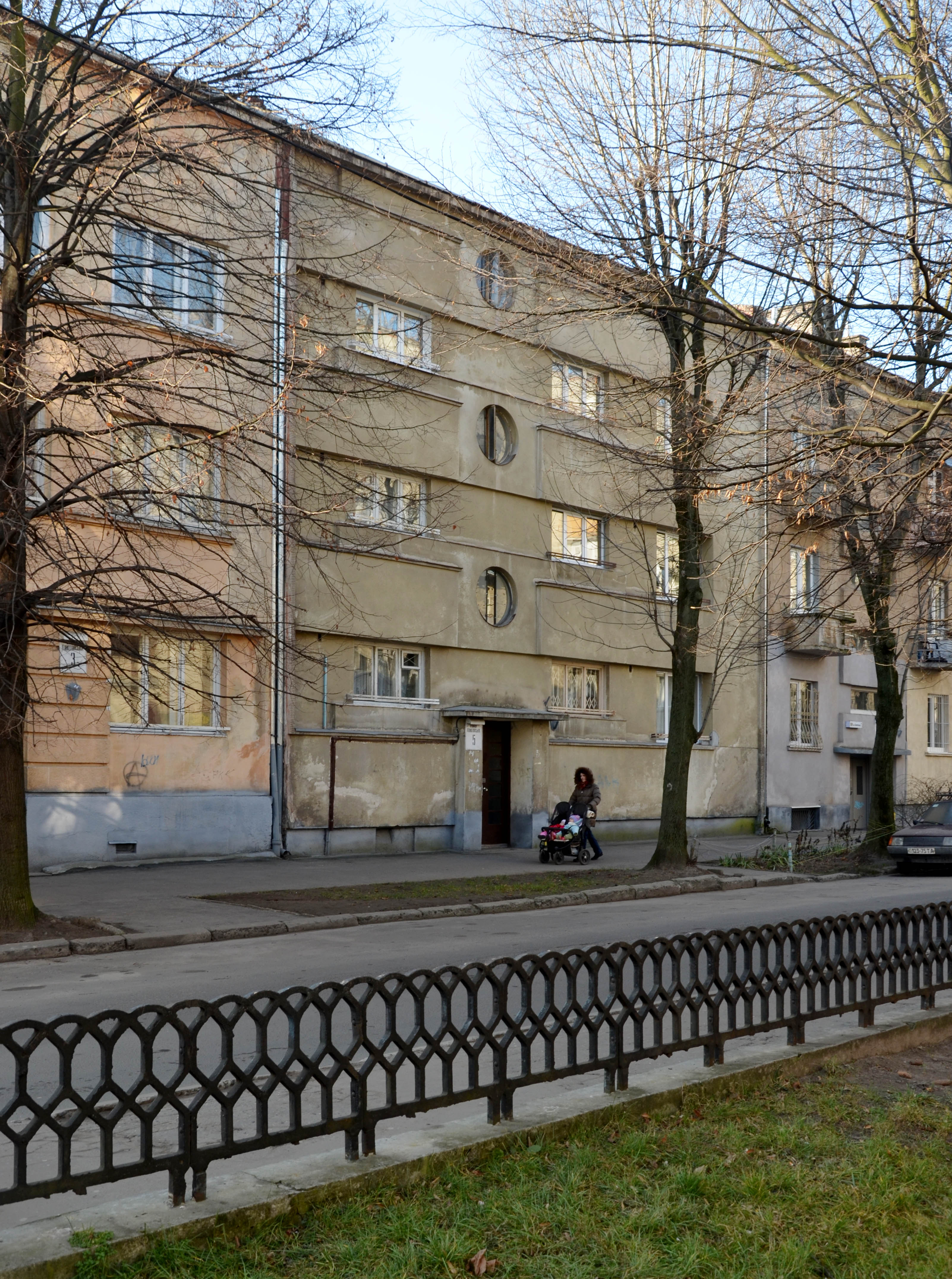
Житловий будинок (вул. Конотопська, 5)
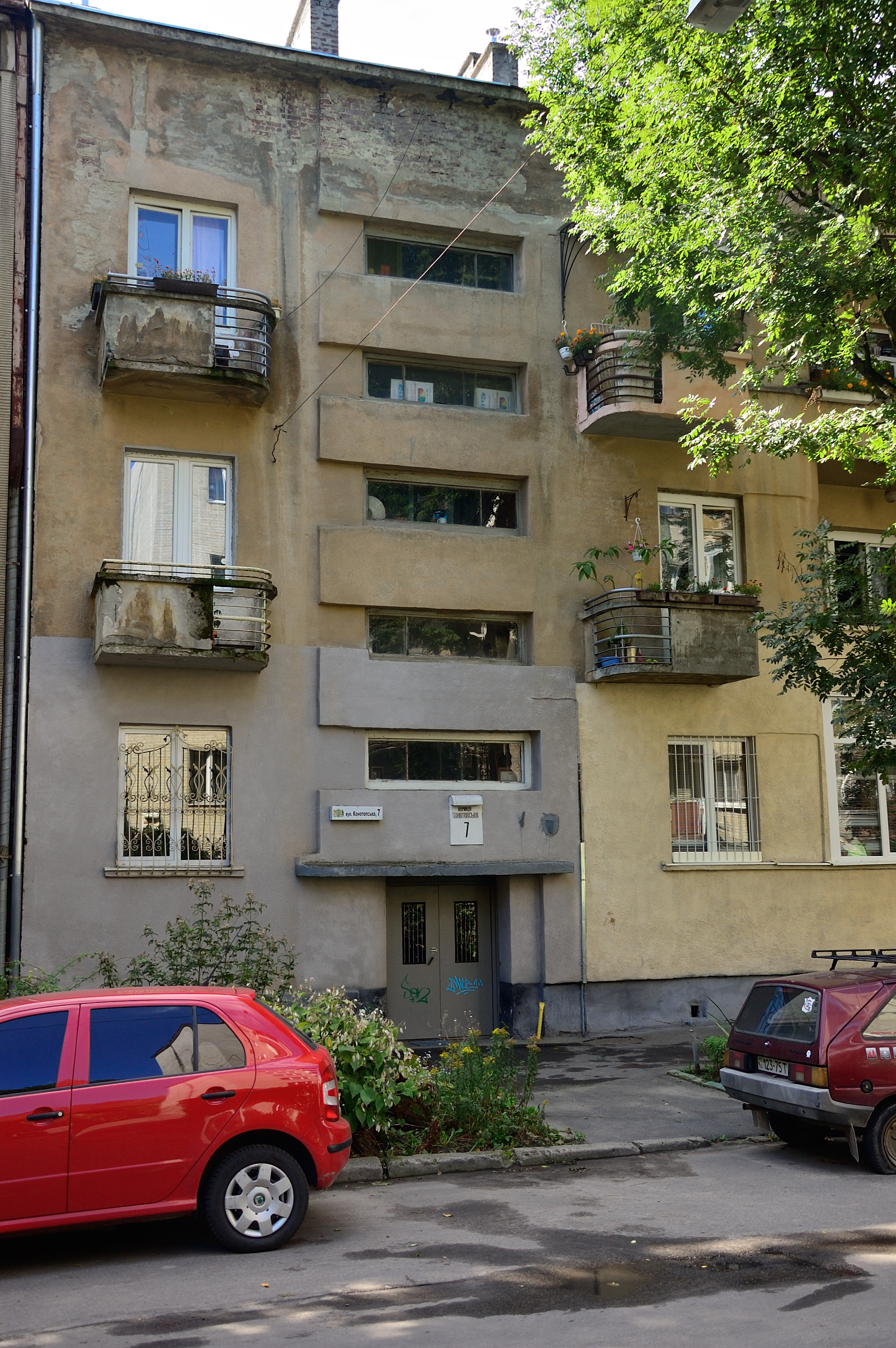
Житловий будинок (вул. Конотопська, 7)
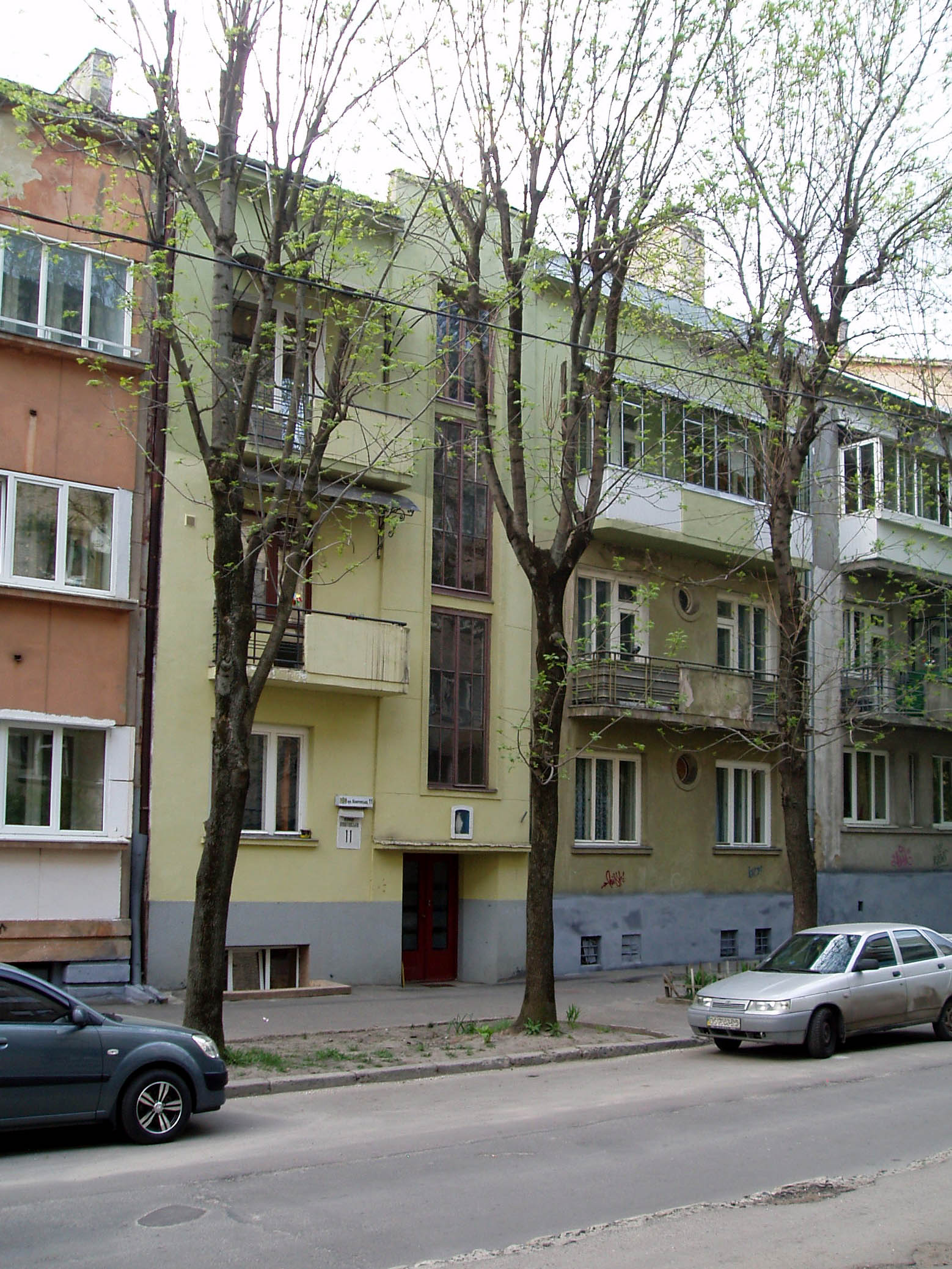
Житловий будинок (вул. Конотопська, 11)
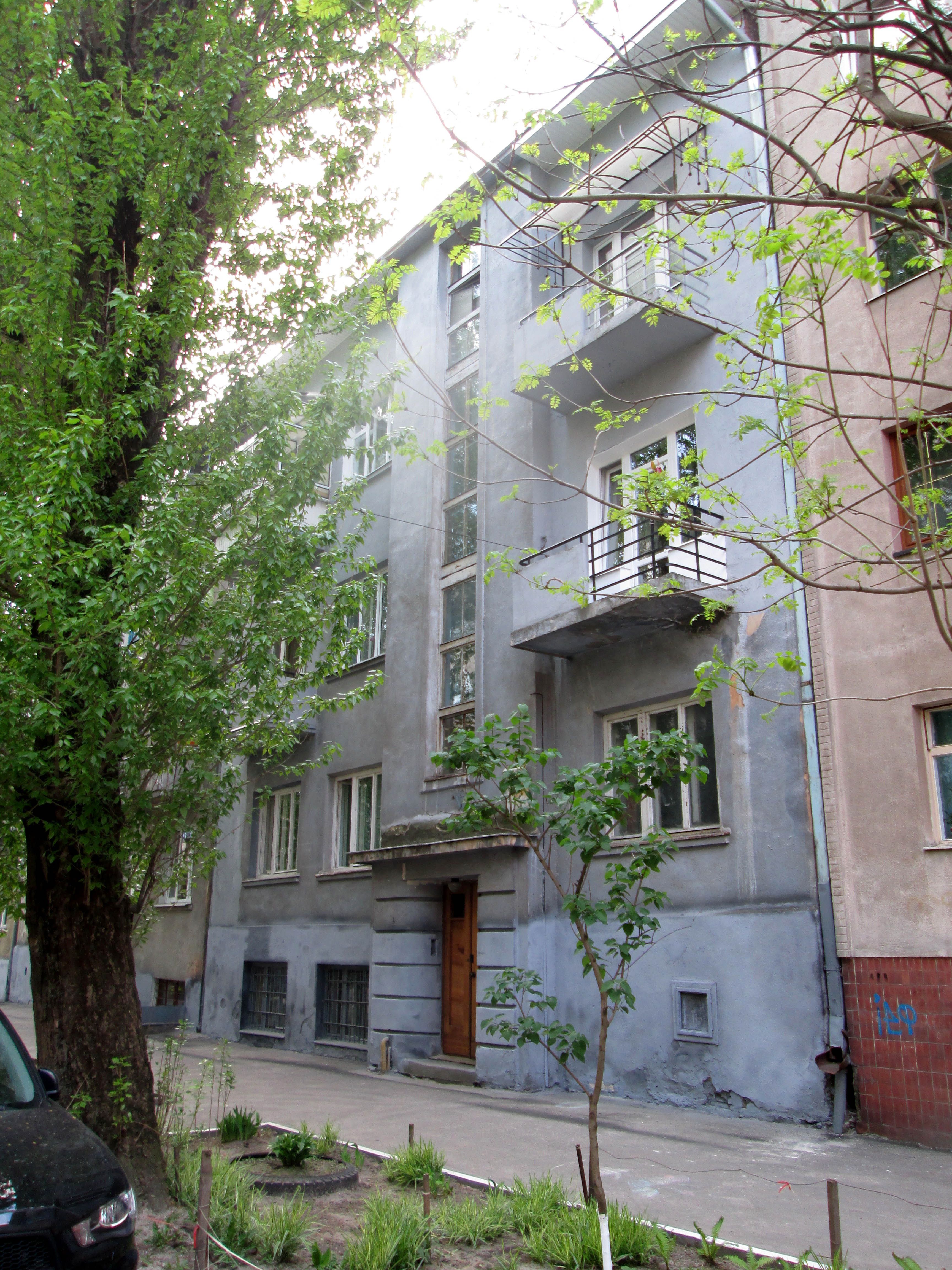
Житловий будинок (вул. Конотопська, 15)
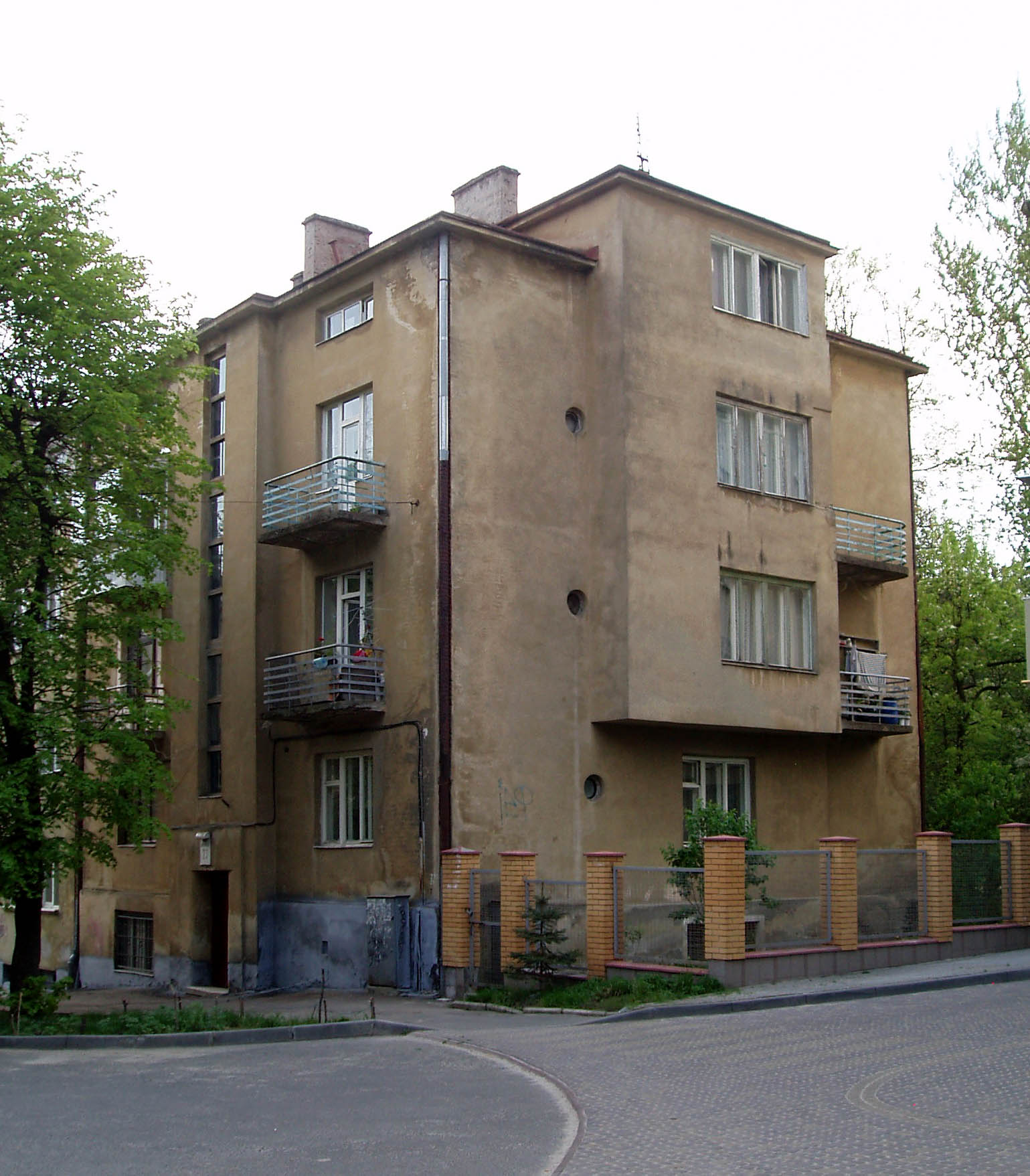
Житловий будинок (вул. Конотопська, 23)